# NGC 2865
NGC 2865 là một thiên hà hình elip trong chòm sao Trường Xà.